# Xerardo Álvarez Limeses
Xerardo Álvarez Limeses, nacido en Pontevedra el 10 de diciembre de 1871 y fallecido en la misma ciudad el 19 de febrero de 1940, fue un maestro y escritor gallego.

## Trayectoria
Hijo de Emilio Álvarez Giménez y hermano de Darío Álvarez Limeses, hizo el Bachillerato en Pontevedra. Hizo la carrera de Derecho en la Universidad de Santiago de Compostela y la de Magisterio en Madrid, dedicándose después a Inspector de Enseñanza Primaria. Fue secretario de las Juntas de Instrucción Pública de Palencia y Orense, y en 1904 comenzó a trabajar cómo inspector de Primera Enseñanza de Cádiz. Fue Profesor de Derecho y Legislación Escolar en Lugo.
Fue académico correspondiente de la Real Academia Gallega, perteneció a la Sección de Historia del Seminario de Estudios Gallegos (donde presentó un estudio sobre el padre Sarmiento) y fue cofundador y Vicedirector del Museo de Pontevedra. También fue redactor de las revistas El Iris Literario y Extracto de Literatura, y después fundó Galicia Moderna. Dirigió El Perdigón en Palencia y El Maestro Gallego, Galicia Ilustrada (de la que sólo apareció el número 0) y Mi Tierra en Orense. Colaboró con El Diario de Pontevedra, Faro de Vigo y La Correspondencia Gallega.
Se casó con Dolores Gallego Martínez, y fue el padre de Gerardo y Amalia Álvarez Gallego, que casó con Alexandre Bóveda. En su honor lleva su nombre el CEIP Álvarez Limeses de Pontevedra.

## Obras

### En castellano
- Margaritas (poesía; Madrid, 1893)

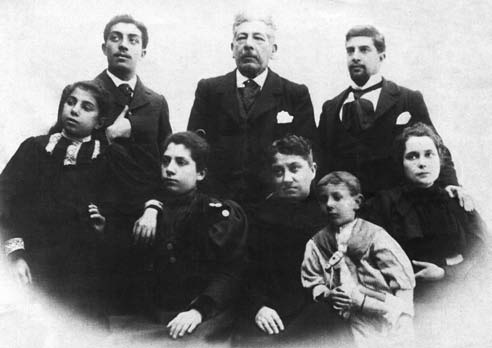
Arriba, de izq. a dere.: Darío Álvarez Limeses, Emilio Álvarez Giménez y Xerardo Álvarez Limeses. Abajo de y. a d.: María Álvarez Limeses (mujer de Celso García de la Riega), Carmen Álvarez Limeses (mujer de José Buela), Amalia Limeses Iglesias (mujer de Emilio), el niño Xosé Álvarez Limeses y María Gallego Martínez (mujer de Xerardo).

- Versos morales (poesía; Pontevedra, 1895)
- Leyendas gallegas. Santa Trahamunda (Tui, 1917)
- El emisario de Oriente (drama en verso)
- Geografía General del Reino de Galicia (Tomo VI, provincia de Pontevedra; 1928)

### En gallego
- Antre dous séculos (poesía; Pontevedra, 1934)

## Galardones

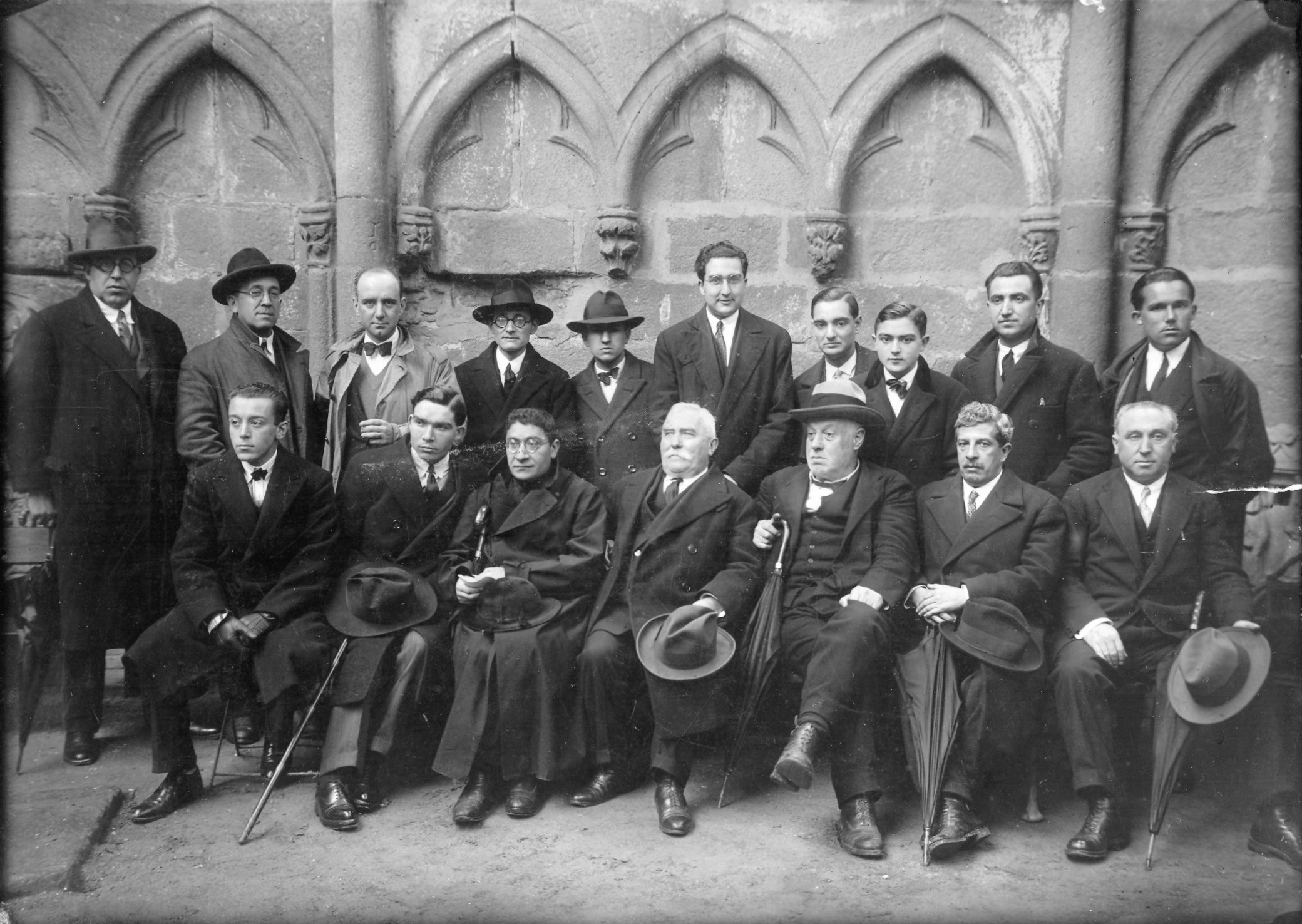
Miembros del SEG en 1928: De izquierda la derecha en la hilera de atrás: Ramón Otero Pedrayo, Antón Losada Diéguez, Florentino López Cuevillas, Vicente Risco, Carballo Calero, Xosé Filgueira Valverde, Sebastián García Paz, Luis Pintos Fonseca, Antón Fraguas, Bibiano Fernández Osorio-Tafall. Sentados: Isidro Parga Pondal, Abelardo Moralejo Laso, Xesús Carro García, Salvador Cabeza de León, Joaquín Arias Sanjurjo, Xerardo Álvarez Limeses y Juan Novás Guillán.

Entre 1900 y 1920 participó en certámenes y juegos florales en los que obtuvo varios premios:
- Premio de honra en el Certamen Pedagógico de Santiago de Compostela de 1905 por "Canto a la mujer gallega como madre y como maestra"
- Mención honorífica en Compostela el 23 de julio de 1912 por "La mujer gallega" (tríptico de sonetos)
- Dos accésits en Pontevedra el 18 de septiembre de 1912 en Poema con libertad de asunto y metro; premio en romance de menos de cien versos; accésit en soneto en versos alexandrinos
- Premio en Lugo el 5 de octubre de 1915 por poesía en octavas reales sobre Vivero
- Premio en Tui en 1925 -milenario de Sano Paio- por "Canto a Galicia" (en gallego) y "Oda a Tuy".
- Premio en Vigo en 1929 por "Canto a la mujer gallega".